# Бенино-российские отношения
Бенино-российские отношения — двусторонние дипломатические отношения между Бенином и Россией.

## Советско-бенинские отношения

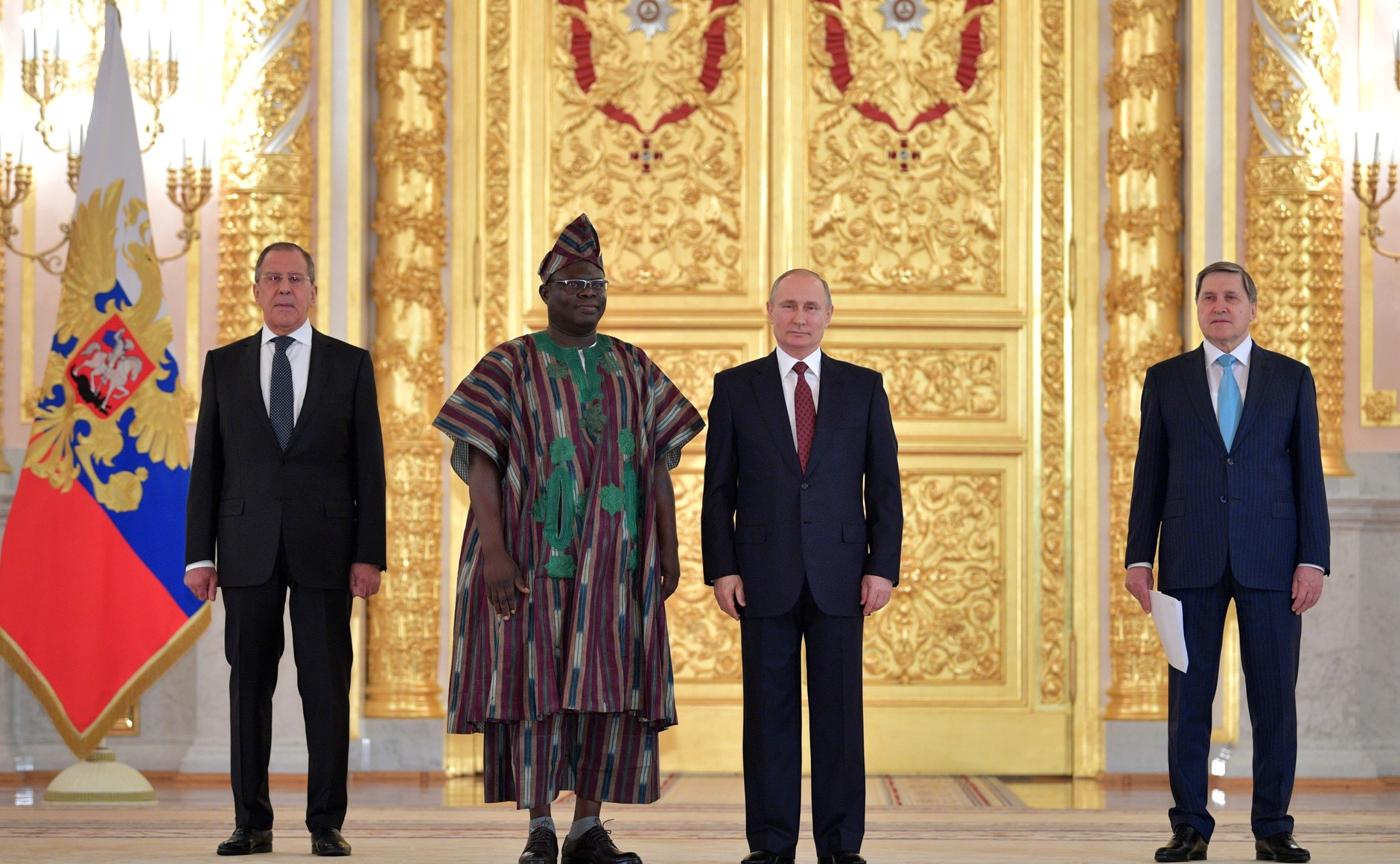
Владимир Путин с послом Бенина в России Нукпо Клеманом Кики, 2018 год

Советский Союз признал Республику Дагомея в качестве независимого и суверенного государства 18 августа 1960 года, а дипломатические отношения между двумя странами были установлены 4 июня 1962 года. С 24 июля 1962 года, дипломатические отношения между двумя странами велись через Советское посольство в Того, до 1 февраля 1966 года, когда первый посол СССР в Бенине, Александр Никитич Абрамов был назначен.
Отношения между двумя странами были изначально минимальными, однако, взаимоотношения улучшились после того, как Матье Кереку пришел к власти в результате государственного переворота в октябре 1972 года, и провозгласил в 1974 году, что Дагомея будет следовать Марксистско-Ленинского курса. Советский Союз становится основным политическим союзником Кереку на международной арене.
Советский ВМФ периодически заходит в порт в Котону, между 1953 и 1980 годами. В ноябре 1986 года, Кереку отправился с государственным визитом в Советский Союз, где встретился с Михаилом Горбачёвым. В ходе визита была подписана декларация о дружбе и сотрудничестве.

## Российско-бенинские отношения
9 января 1992 года Бенин признал Российскую Федерацию в качестве государства-преемника Советского Союза, после последнего роспуска. Россия имеет посольство в городе Котону, Бенин имеет посольство в Москве.